# 瓦勒迪曼恩
瓦勒迪曼恩（法語：Val-du-Maine，法語發音：[val dy mɛn]）是法国马耶讷省的一个市镇，位于该省东南部，属于贡捷堡区。

## 地名
“瓦勒迪曼恩”（Val-du-Maine）一名在法语中意为“曼恩之谷”。

## 历史
瓦勒迪曼恩成立于2017年1月1日，由巴莱和埃皮讷勒瑟甘两个市镇合并而成，其中巴莱为政府驻地。

## 地理
瓦勒迪曼恩（47°55'57"N, 0°24'58"W）面积23.67 平方千米，位于法国卢瓦尔河地区大区马耶讷省，该省份为法国西北部内陆省份，北起芒什省和奧恩省，西接伊勒-维莱讷省，南至曼恩-卢瓦尔省，东临萨尔特省。
与瓦勒迪曼恩接壤的市镇（或旧市镇、城区）包括：索尔日、科塞昂香槟、阿韦塞、欧韦尔勒阿蒙、博蒙皮耶德伯夫、普雷欧、谢姆雷勒鲁瓦。
瓦勒迪曼恩的时区为UTC+01:00、UTC+02:00（夏令时）。

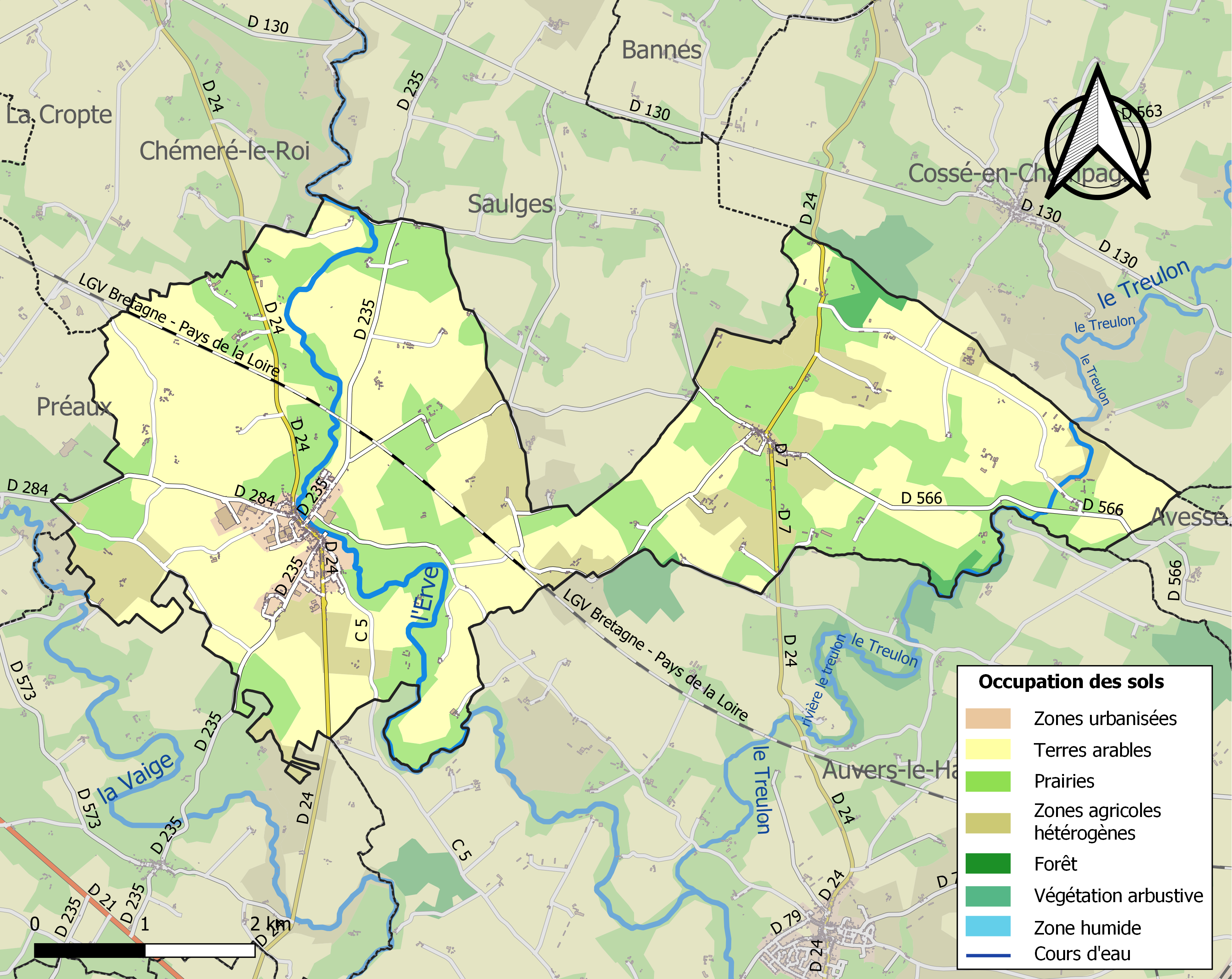
瓦勒迪曼恩的OSM定位图

## 行政
瓦勒迪曼恩的邮政编码为53340，INSEE市镇编码为53017。

## 政治
瓦勒迪曼恩所属的省级选区为梅莱迪迈讷县。

## 人口
瓦勒迪曼恩于2022年1月1日时的人口数量为971人。